# Вілла Кальдоньйо
Вілла Кальдоньйо(італ. Villa Caldogno) — заміська вілла, створена архітектором Андреа Палладіо 1542 року.

## Замовник
Замовником вілли був венеційський шляхетний пан Лоско Кальдоньо. У 16 столітті венецанські аристократи у зв'язку із значним скороченням морських перевозок і торгівлі морськими шляхами почали вкладати власні кошти у земельні ділянки на террафермі і у сільськогосподаські мануфактури. Лоско Кальдоньо був один із них, що мав земельну ділянку північніше міста Віченца, де мав шовкопрядильну майстерню. Він був добрим знайомим пана Годі, котрий був клієнтом архітектора Палладіо, для котрого той вибудував віллу. Логічно, що замовником Андреа Палладіо став і Лоско Кальдоньо.

## Опис споруди

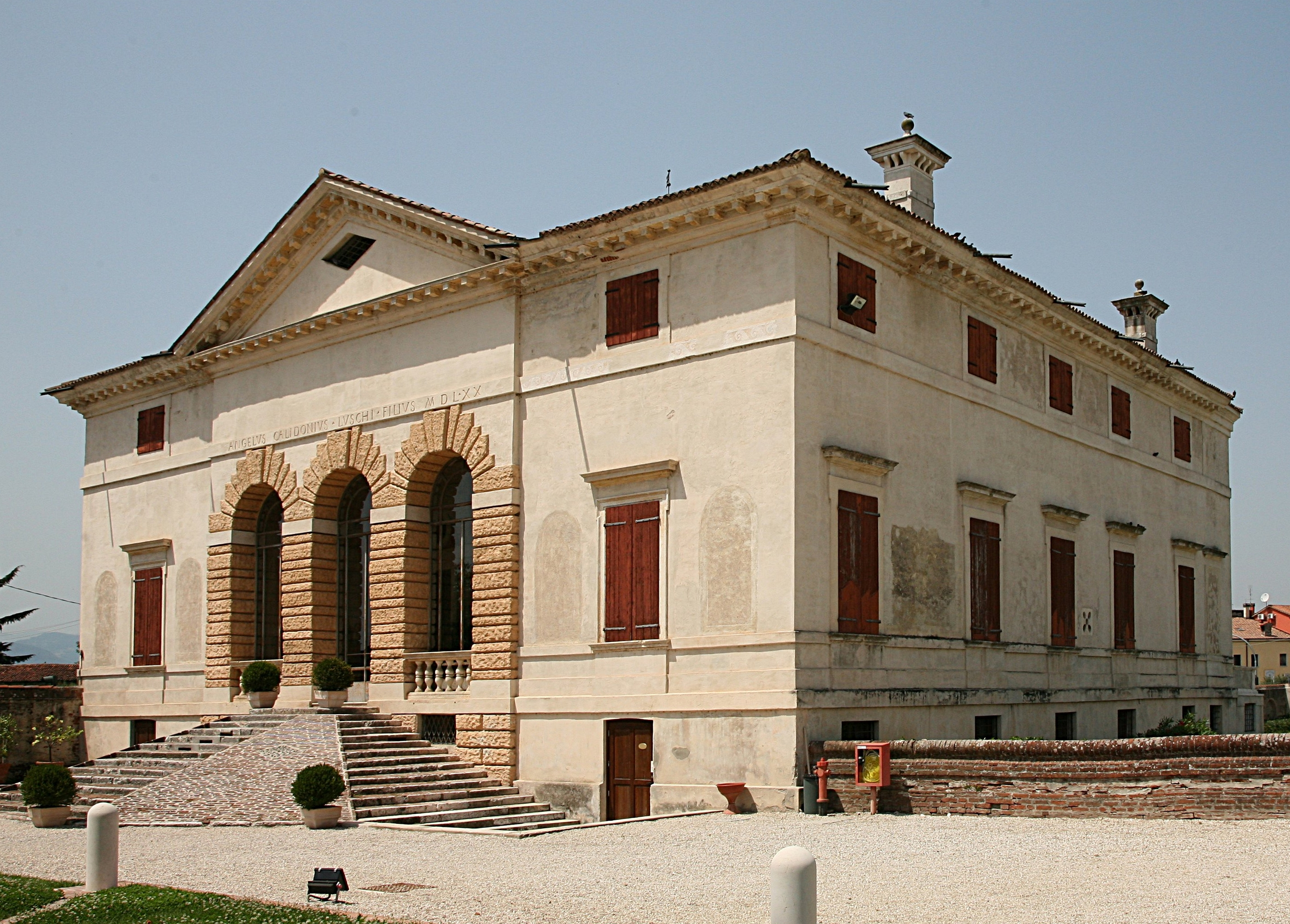

При створенні вілл Андреа Палладіо дотримувався власних певних настанов. Вілла повинна мала мати архітектуру, що нагадувала давньоримську. Звідси підмурки, на котрих і будували споруду самої вілли, трикутні фронтони (порожні або зрідка чимось заповнені), дотримання симетрії.
Споруда віллі будувалась на підмурках. До входів підводили східці, кожен раз архітектор розробляв новий їх варіант.
Головний фасад мав отвори для вікон і дверей. Вілла мала риси невеликого палацу, але її фасади мали надзвичайно спрощений декор, що нагадував сільську простоту. Водночас Палладіо додавав якусь деталь, що була вказівкою на парадний вхід і парадний фасад. Такою деталлю могла бути невелика лоджія, портик з колонами тощо. Використання підмурків примушувало створювати східці, і Палладіо кожного разу робив окремі їх варіанти. Тобто, були майже стандартні архітектурні детали, али при їх використанні він кожного разу «грав імпровізації».
Лише заможний замовник отримував проєкт з бічними крилами-прибудовами, котрі призначались для господарського використання. Трохи більшим був і декор головного фасаду. Лише поодинокі багатії-замовники отримували проєкт дійсно палацової споруди з парадним двором, декоративним садом, де розміщали садово-паркову скульптуру венеційських майстрів-декораторів, іноді з додачею паркових павільйонів.
Вілла Кальдоньйо йшла по першому варіанту — був лише компактний головний корпус на підмурках без бічних крил і без пишного декору головного фасаду. Сільська простота і елегантність досягались за рахунок пропорціонування і влучно використаного небагатого декору. Вказівкою на парадний вхід були потрійна лоджія, прикрашена грубим рустом і гранчасті сходинки. Протилежний фасад вілли, навпаки, мав спрощений і брутальний характер. Спрощений характер мали і бічні фасади, де розмістили три ряди по п'ять вікон. Від декору були лише міжповерхові прості пояски та карниз.
Увесь палацовий декор мали лише інтер'єри споруди.
Точної дати початку робіт не збережено. За припущеннями роботи розпочали 1542 року. Віллу почали викорисовувати як житло у 1567 році. На головному фасаді збережений латинський напис, що сповіщав про закінчення робіт 1570 року, коли віллою володів вже син Анжело Кальдоньйо. Будівництво вілли не могло тривати так довго. Швидше за все це вказівка на закінчення декоративних стінописів у інтер'єрах споруди. До їх виконання були залучені два венеційські художники-декоратори Джованні Антоніо Фазоло та Джованні Баттіста Зелотті, обидва епігони творчої манери художника Паоло Веронезе у її декоративно-святковому варіанті. Використані сюжети з життя полководця Сципіона Африканського та Софонісби. Інша серія фресок — побут шляхетного товариства під час життя на віллах з їх танцями, концертами, грою у карти тощо.

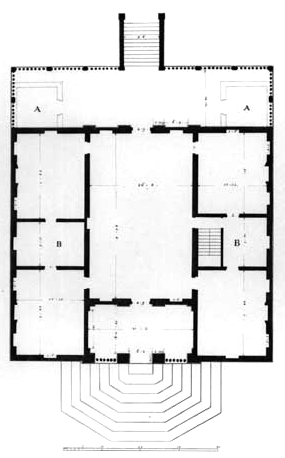
Поземній план вілли
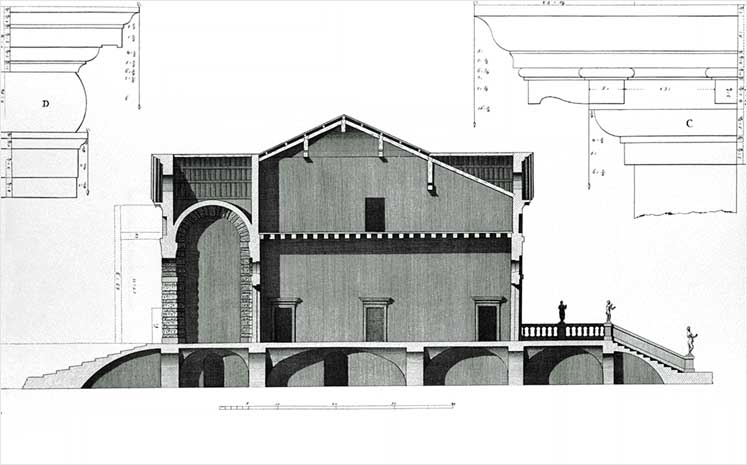
Повздовжний розріз вілли

## Галерея

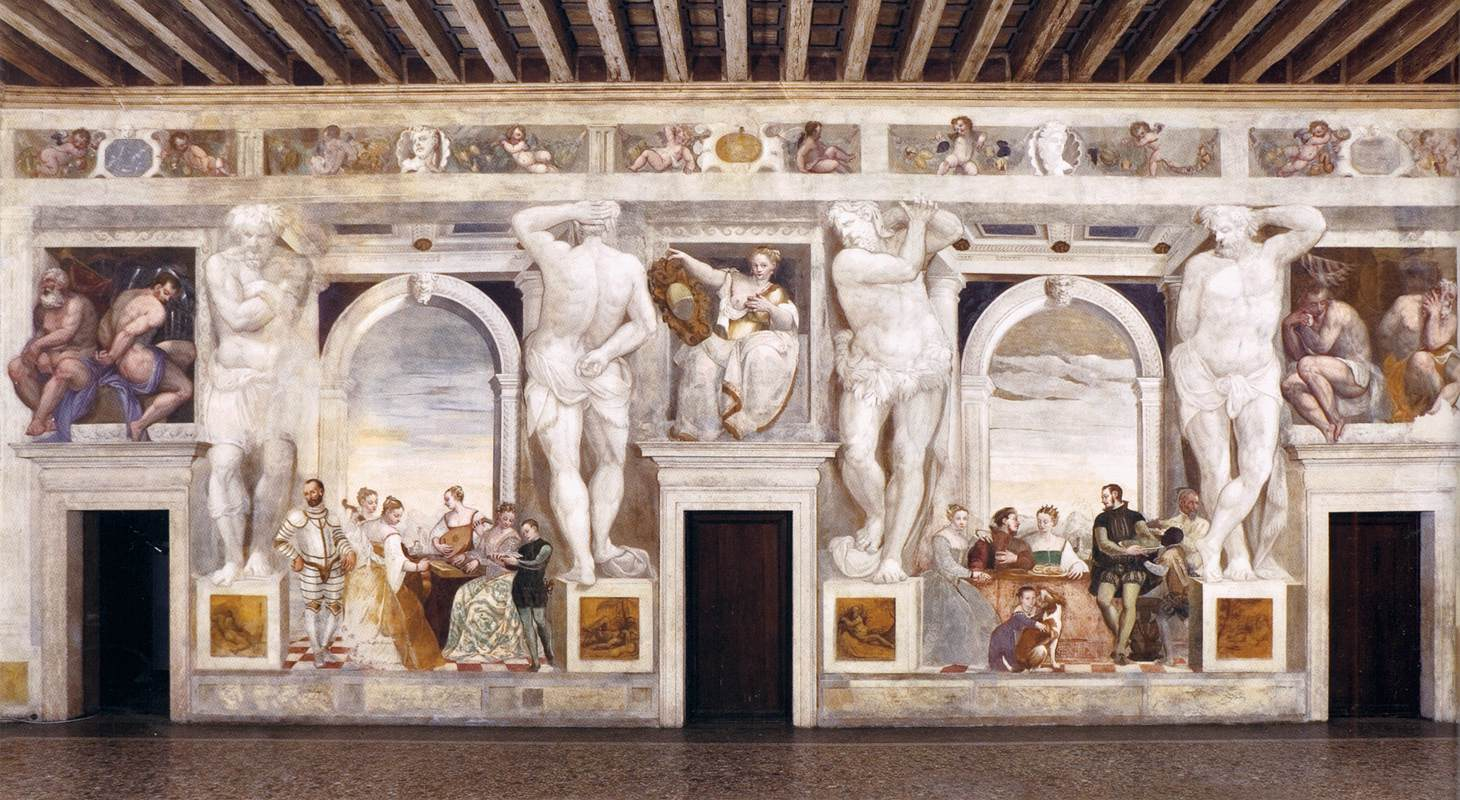
Худ. Джованні Антоніо Фазоло. Фрески «Концерт» та Бенкет

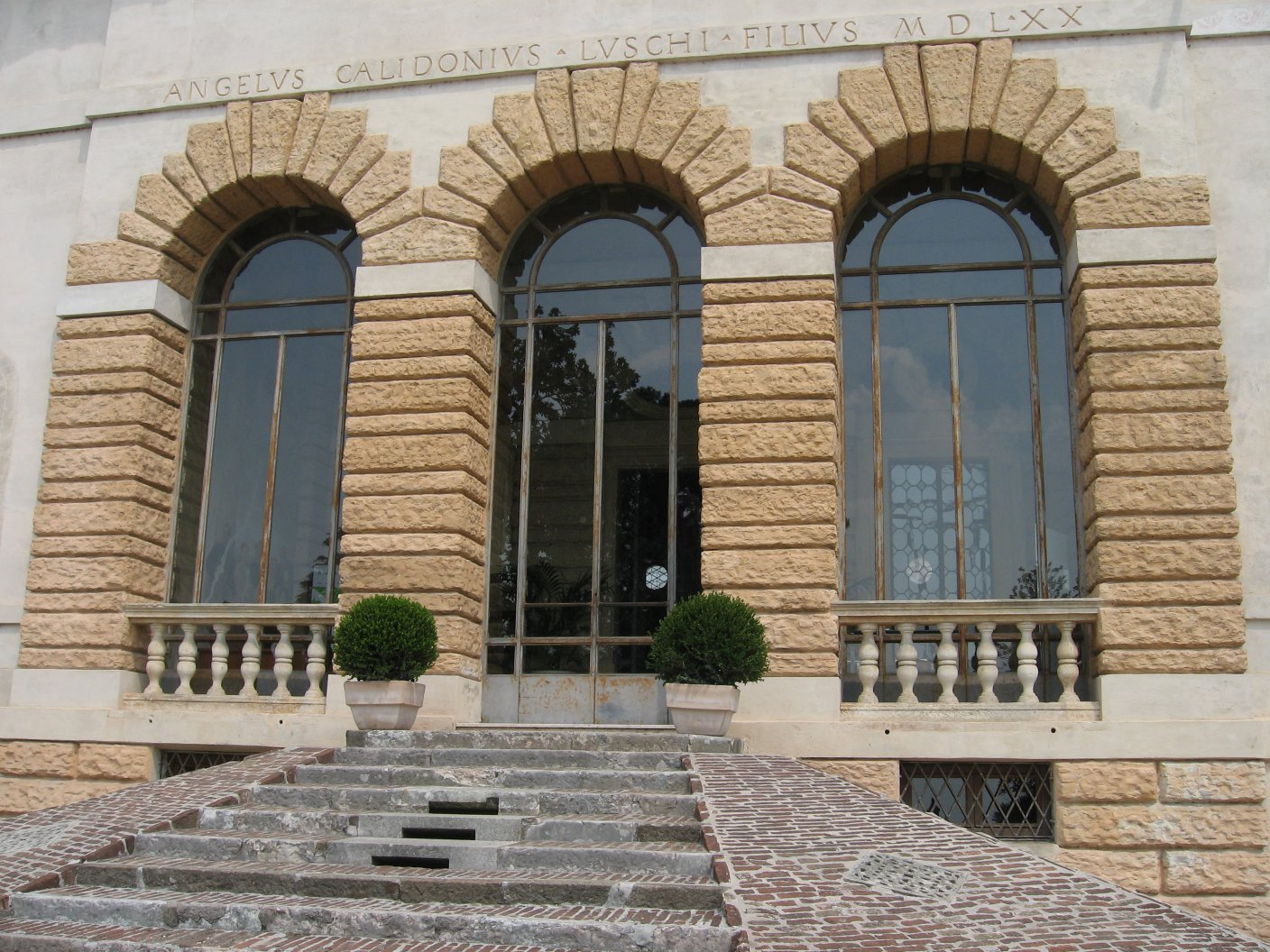
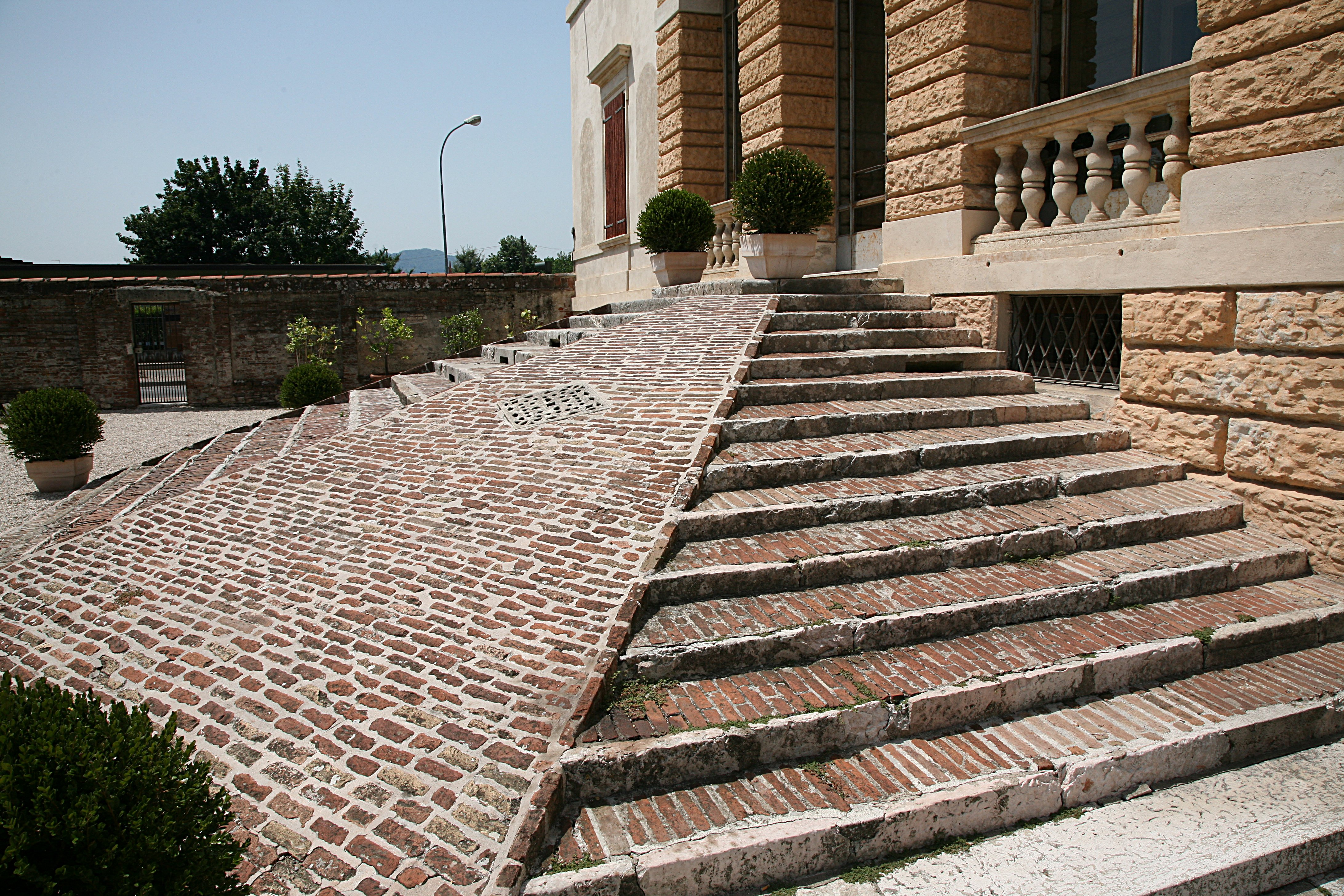
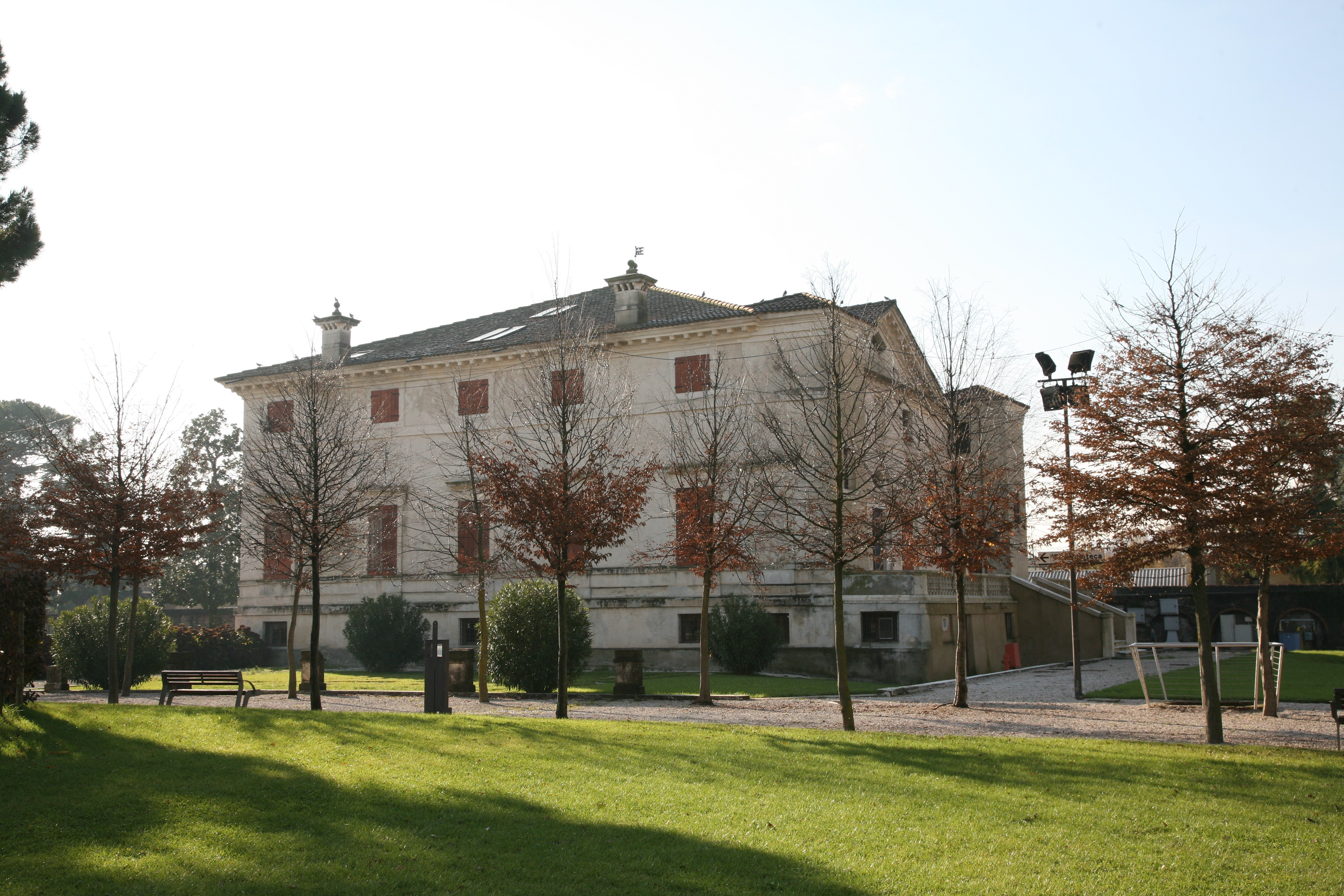
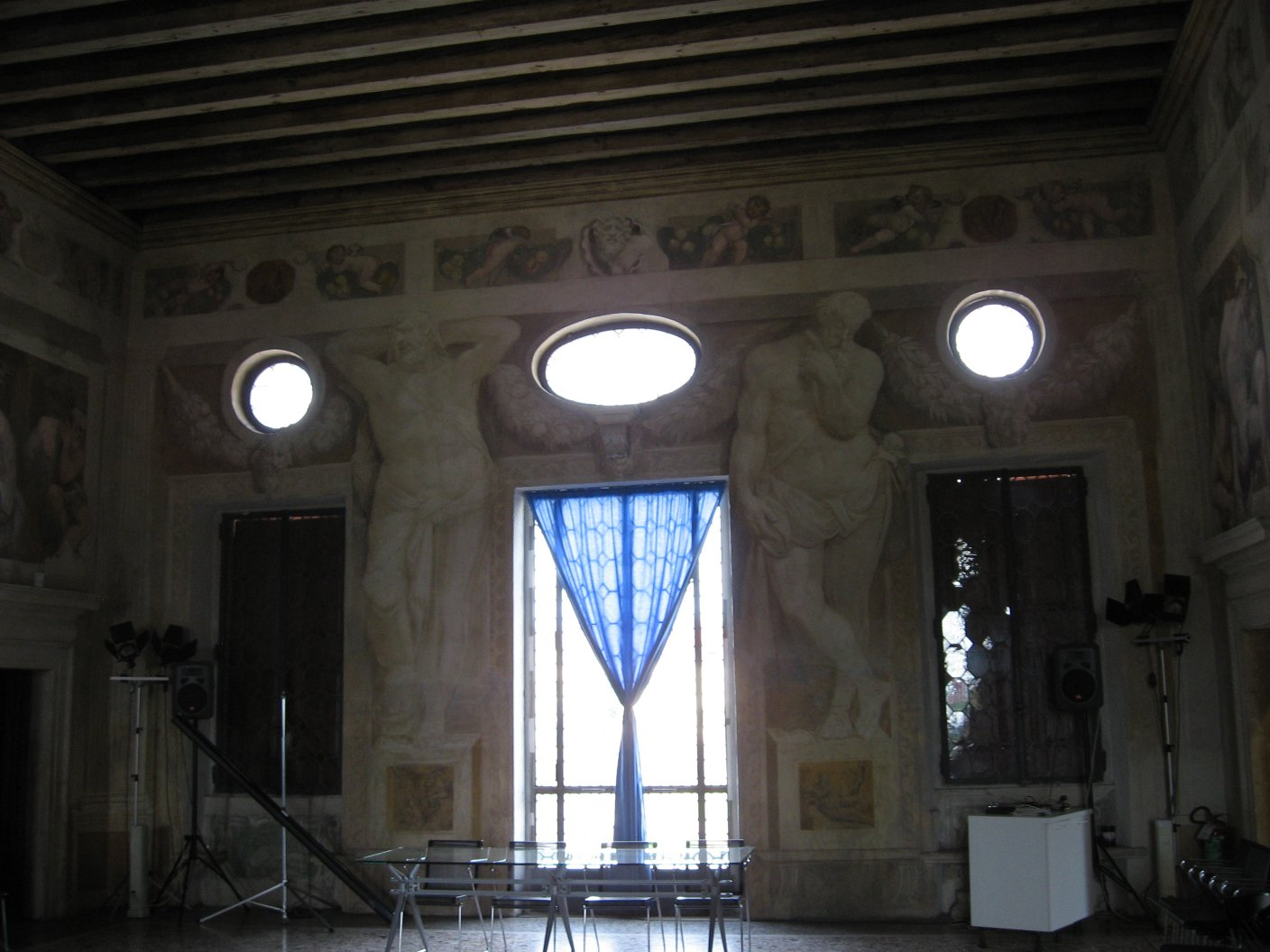

## Фрески вілли Кальдоньйо

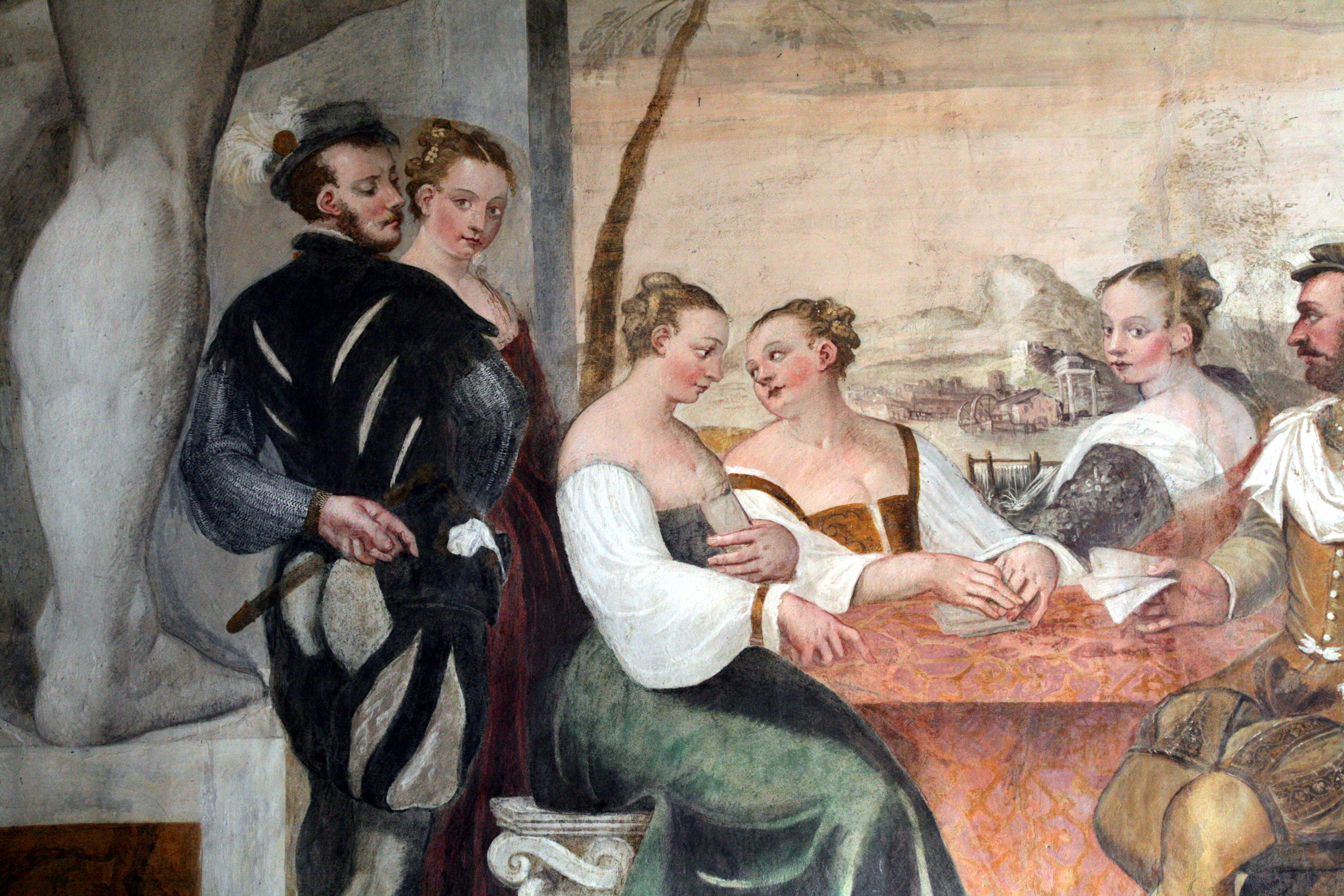
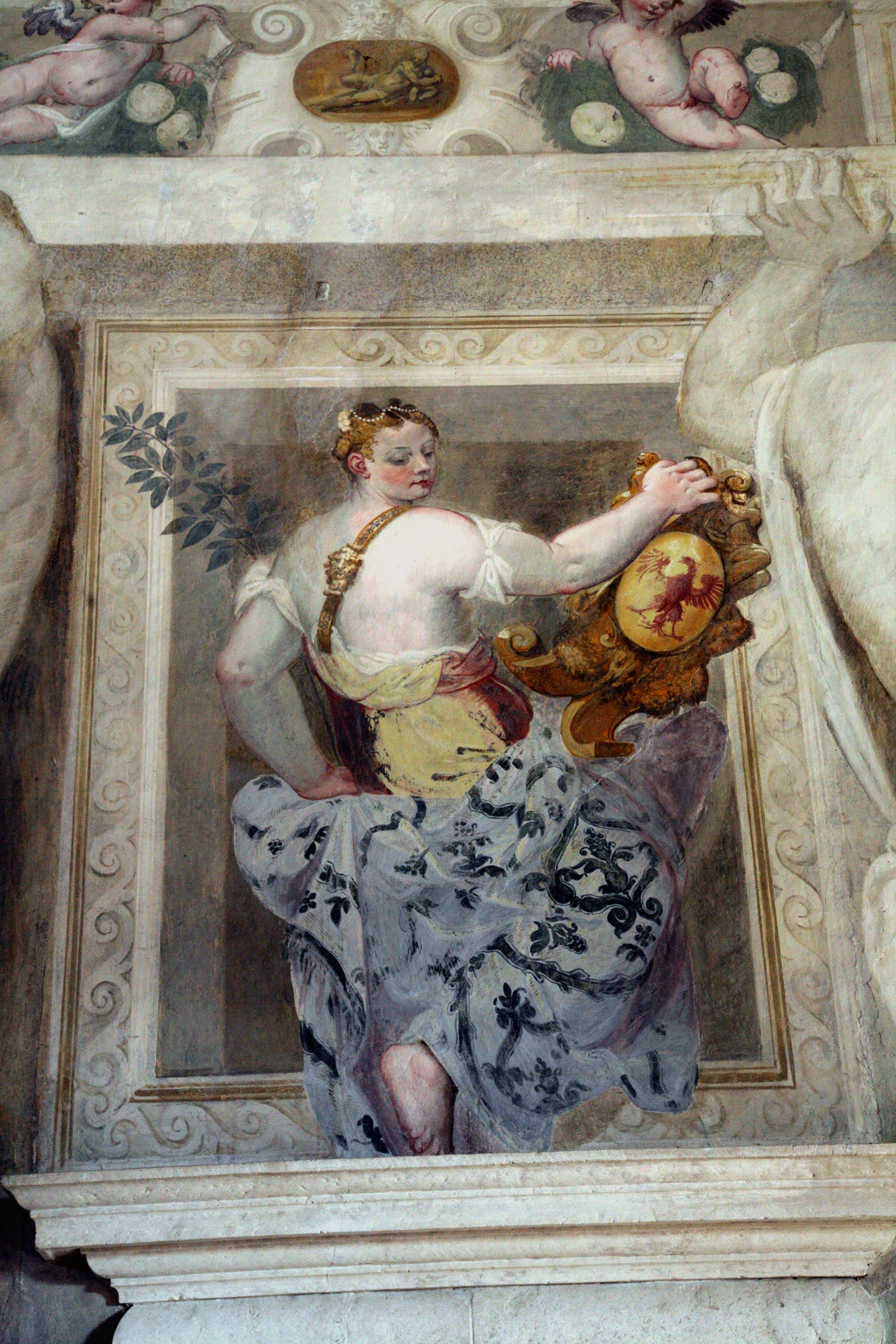
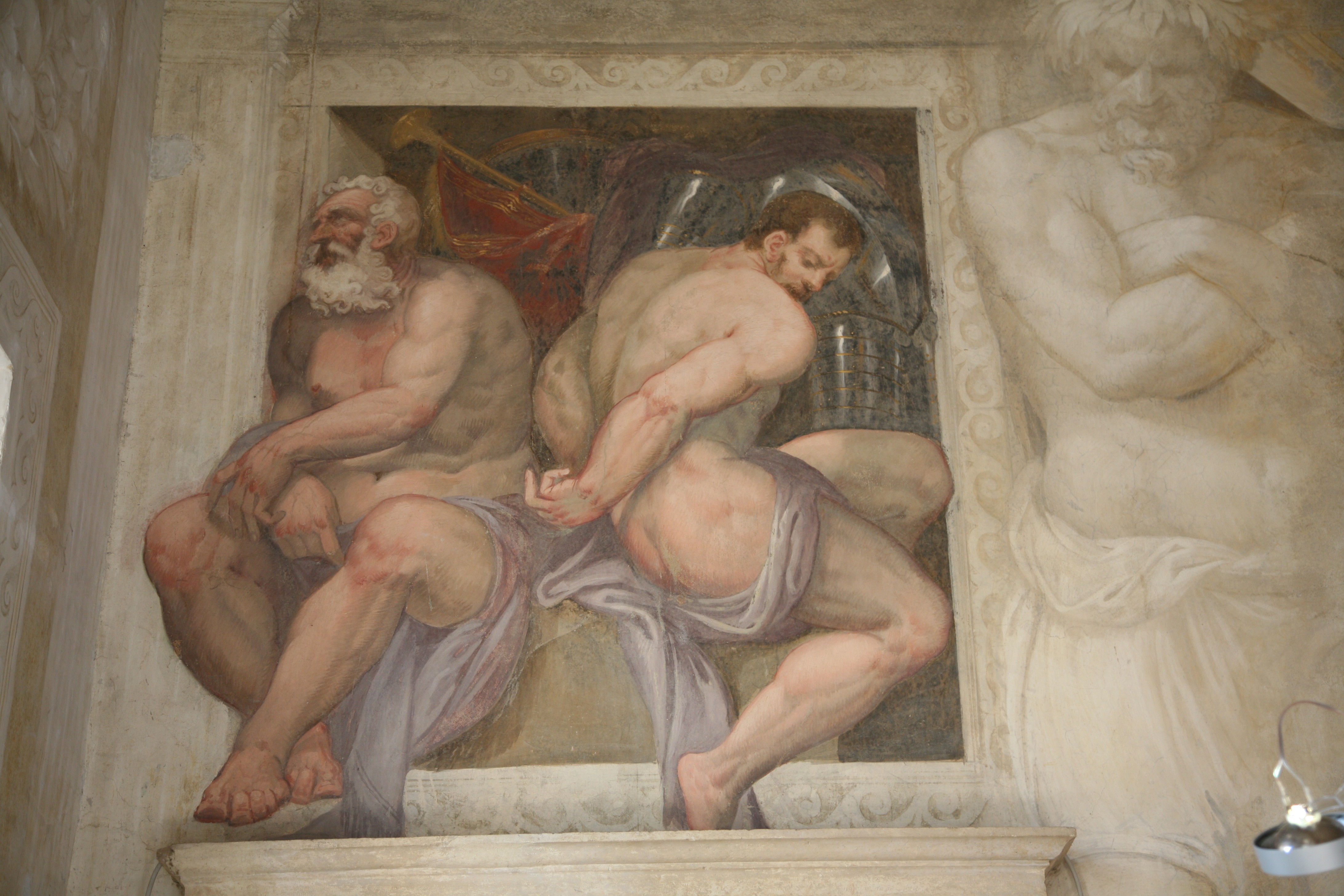
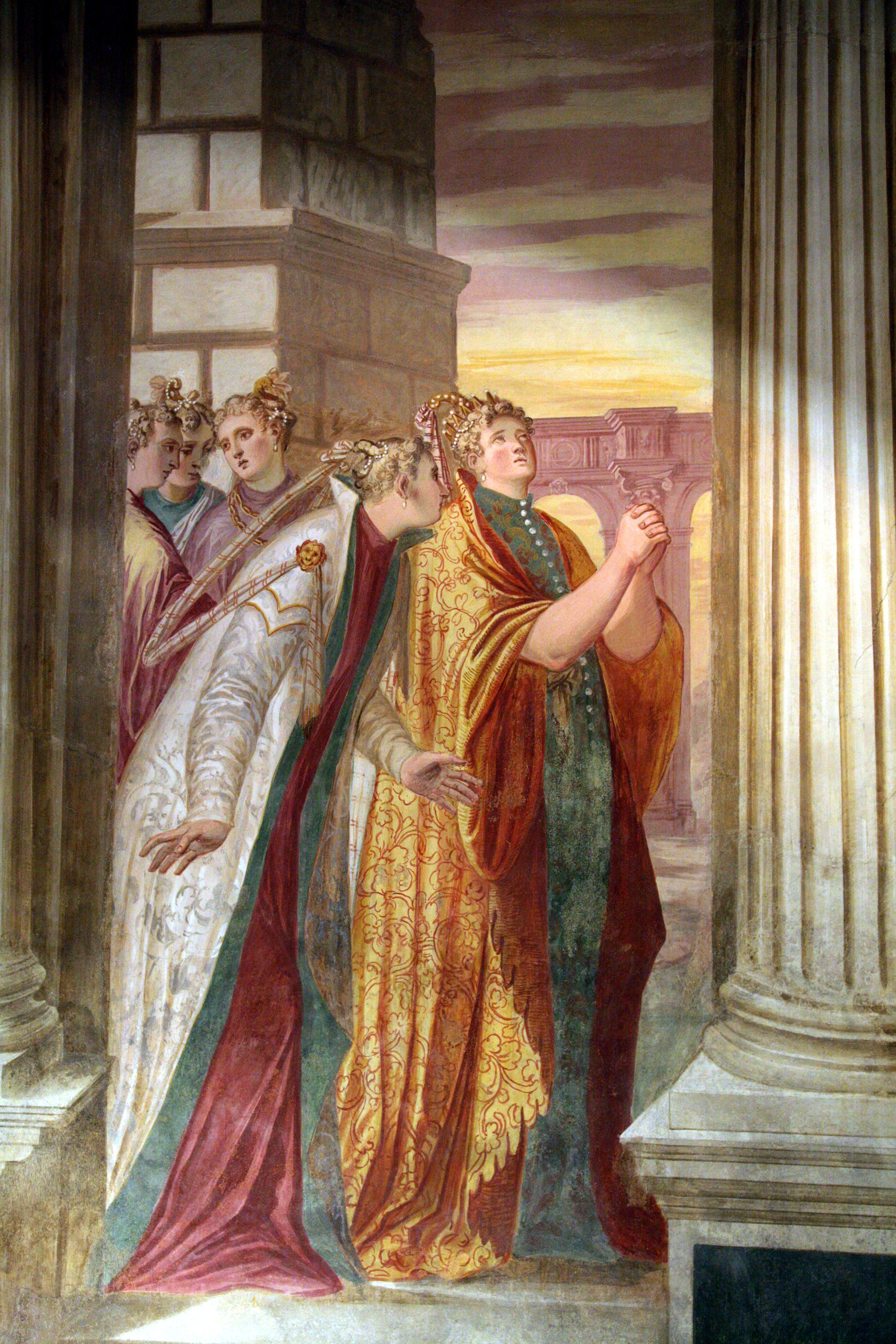
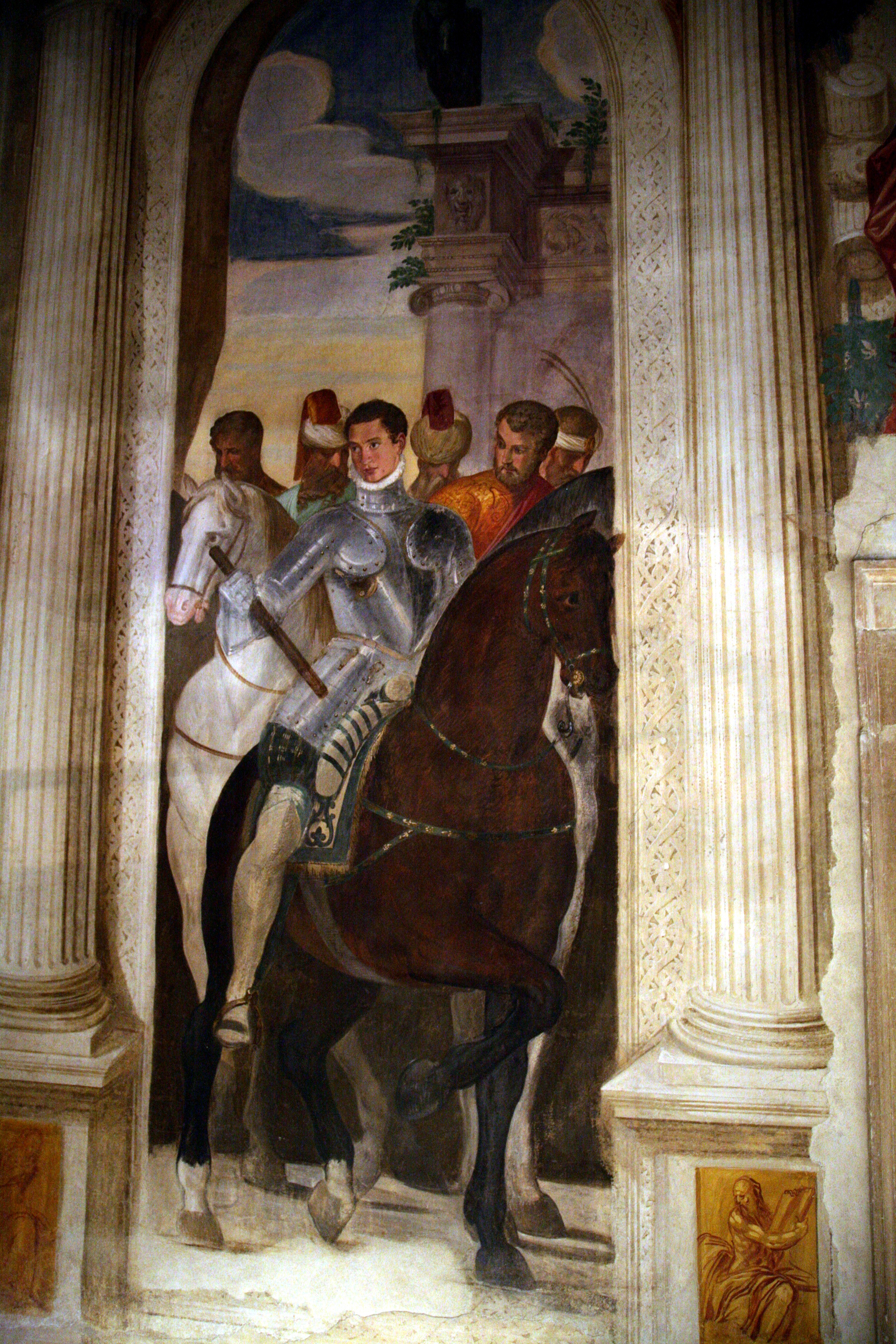